# Шогаль
Шога́ль (рос. Шогаль, марій. Шогаль) — присілок у складі Совєтського району Марій Ел, Росія. Входить до складу Вятського сільського поселення.

## Населення
Населення — 73 особи (2010; 75 у 2002).
Національний склад (станом на 2002 рік):
- марі — 75 %